# Éperon barré du Fou de Verdun
L'éperon barré du Fou de Verdun est un éperon barré situé sur le territoire de la commune de Lavault-de-Frétoy dans le département français de la Nièvre, au cœur du massif du Morvan.
Occupé dès le Néolithique, il devient ensuite un oppidum à l'époque gauloise.

## Description
L'éperon barré du Fou de Verdun se situe dans la forêt de Faubouloin, à la pointe nord-ouest du territoire de la commune de Lavault-de-Frétoy, entre le hameau du Fou de Verdun et la chapelle de Faubouloin.
La partie sud-est est bordée par une ancienne voie romaine qui reliait Château-Chinon à Saulieu, près de l'actuelle route départementale 37. La partie nord-ouest surplombe de plusieurs dizaines de mètres la confluence du ruisseau de la Montagne avec celui de Griveau (ou Rainache) qui prend ensuite le nom d'Houssière.
Le plateau, culminant à 522 m sur sa partie ouest et à 543 m sur sa partie est (emplacement de l'ancien oppidum), couvre une superficie de 29 hectares.

## Étymologie
Le site doit son nom actuel à la présence, jusqu'en 1980, d'un hêtre centenaire (appelé aussi « fou ») en bordure de l'ancienne voie romaine, et à l'existence d'un site fortifié nommé « Verdun ».

## Fouilles
Des fouilles et observations furent réalisées en 1880 par le Dr Jacquinot, ainsi qu'à la fin des années 1960 par le Dr Lucien Olivier.